# Dziedzinek
Dziedzinek – (niem. Dzidzinek, 1942–1945 Diedeneck) wieś w Polsce położona w województwie kujawsko-pomorskim, w powiecie bydgoskim, w gminie Koronowo.
W latach 1975–1998 miejscowość administracyjnie należała do województwa bydgoskiego.

## Demografia
Według danych Urzędu Gminy Koronowo (XII 2015 r.) miejscowość liczyła 159 mieszkańców.

## Ciekawe miejsca

### Kapliczka
1. Dzieje kapliczki z krzyżem przy drodze do Dziedzinka. Pierwszy drewniany krzyż został postawiony w połowie XIX w. Był on zrobiony z drewna, z budka na szczycie. W budce znajdował się mniejszy drewniany krzyż, gipsowe aniołki i bukiety kwiatów. Podczas wojny krzyż został ścięty przez Niemców. Postawiono go ponownie w 1945 r. Krzyż był ogrodzony drewnianym płotkiem, później łańcuchem. W 2001 r. podczas burzy piorun uderzył w krzyż, rozpoławiając go. W związku z jego zniszczeniem na dawnym miejscu postawiono w 2003 r. kapliczkę, w której umieszczono drewniany krzyżyk z ukrzyżowanym Chrystusem. Jest on pozostałością dawnego krzyża.
2. Fundator-właściciel. Fundatorami drewnianego i obecnego krzyża byli mieszkańcy wioski Dziedzinek. Obecną kapliczkę zbudował mieszkaniec Dziedzinka Jan Świerk.
3. Daty związane z obiektem.
  - 1850 r.-zbudowanie przydrożnego, drewnianego krzyża.
  - 1939-1945: zniszczenie krzyża przez Niemców.
  - 1945 r.- postawienie nowego drewnianego krzyża.
  - 2001 r.- zniszczenie podczas burzy.
  - 2003 r.-postawienie kapliczki z krzyżem.
4. Usytuowanie obiektu. Kapliczka znajduje się przy drodze gminnej z Mąkowarska do Dziedzinka.
5. Opis obiektu. Kapliczka znajduje się na ceglanej prostokątnej bryle. W narożach części dachowej znajdują się 4 małe wieżyczki. Uwieńczeniem metalowego daszku jest krzyż z blaszaną chorągiewką, z wyciętym napisem JHS. Z trzech stron zabezpieczona jest szybą, za którą znajduje się drewniany krzyż z ukrzyżowanym Chrystusem. Kapliczka znajduje się pośród 4 drzew, okala ją łańcuch na czterech metalowych słupkach. Wymiary kapliczki: wysokość - 2,8 m; szerokość - 50 cm.

### Grota
1. Dzieje obiektu. W 1997 r. wioska Dziedzinek zobowiązała się zbudować grotę z kamienia. Przy budowie pomagał dzisiejszy sołtys oraz mieszkańcy. W 1997 r. skończono budowę w tym samym roku w maju wyświęcano grotę. Wyświęcał ją ks. Bogumił Szary, który odprawił również msze św. w tym dniu. Specjalnie na ten dzień została przygotowana akademia; dzieci i młodzież recytowały wiersze i śpiewały pieśni. Codziennie w maju odprawiane jest tam nabożeństwo majowe.
2. Opis obiektu. Obiekt zbudowany z kamienia. Za szybą - Matka Boża Różańcowa. Na ręku zwieszony różaniec, odziana w białą szatę, okryta błękitną narzutą, przepasana niebieską wstęgą; u jej stóp kilka bukietów kwiatów. Na dole groty umieszczona tabliczka z napisem: MATKO RÓŻAŃCOWA UDZIEL POKOJU DNIOM NASZYM 1997. Wokół obiektu obszerny płotek; przed płotkiem częściowo chodnik. Wysokość groty - 3 m. Na szczycie kamiennej groty znajduje się krzyż uformowany z grubego drutu.
3. Usytuowanie. Obiekt znajduje się w centrum wioski, koło sklepu; na skrzyżowaniu dróg do Mąkowarska, Sitowca, Wilcza i Dziedna.
4. Daty związane z obiektem.
  - 1997 - koniec budowy groty.
  - Maj 1997 - wyświęcenie groty.
  - 2002 - renowacja ogrodzenia.
5. Fundator. Mieszkańcy Dziedzinka. Budowniczym był Teofil Latacki (mieszkaniec Łąska).